# 재키 버로스
재키 버로스(Jackie Burroughs, 1939년 2월 2일 ~ 2010년 9월 22일)는 영국 출신의 캐나다 배우이다.
잉글랜드 랭커셔주에서 태어났으며 캐나다 토론토에서 사망하였다. 사인은 위암이다.

## 출연 작품
- 스몰 타운 머더 송스 (2010년)
- 히글티 피글티 팝! (2010년)
- 퍼스트 스노우 (2006년) - 매기 역
- 센티넬 (2006년) - 밀러 부인 역
- 킹스 랜섬 (2005년)
- 날 미치게 하는 남자 (2005년)
- The Winning Season (2004)
- 케이브드웰러 (2004년)
- 고잉 더 디스턴스 (2004년)
- 리퍼브릭 오브 러브 (2003년) - 베티 역
- 총각은 어려워 (2003년) - 버지 역
- 윌러드 (2003년)
- 두 자매의 이상한 여행 (2001년)
- 상실의 시대 (2001년) - 페이 본 역
- 자비를 베풀어줘 (1999년)
- 누가 엘리를 죽였는가? (1998년)
- 라스트 나잇 (1998년)
- 플래티넘 (1997년) - 시니어 이안 볼-워싱턴 역
- 나이트 아울 (1993년)
- 조심 (1992년)
- 신의 음식 2 (1989년)
- 이중 살인 (1989년)
- 최후 통첩 (1989년)
- 빨강머리 앤 (1985년)
- 아기 곰 구출단 (1985년)
- 써로게이트 (1984년)
- 오버드론 앳 더 메모리 뱅크 (1983년)
- 데드존 (1983년)
- 더 그레이 폭스 (1982년) - Kate 역
- 헤비 메탈 (1981년)

### 텔레비전
- 에이번리로 가는 길 (1990-96)